# Siegfried Westphal
Siegfried Carl Theodor Westphal (Leipzig, 18 maart 1902 - Celle, 2 juli 1982) was een Duitse officier en General der Kavallerie tijdens de Tweede Wereldoorlog. Hij diende als stafchef onder drie verschillende generaal-veldmaarschalken, namelijk: Albert Kesselring, Gerd von Rundstedt en Erwin Rommel.

## Leven

### Familie
Op 18 maart 1902 werd Westphal geboren als zoon van een directeur van een postkantoor en Major der Reserve Theodor Westphal en Margarete (geboren Wilske) uit Leipzig. Hij ging naar het gymnasium in Bromberg  en Frankfurt an der Oder. In 1918 trad hij in dienst van het cadettenkorps, en hij legde in 1919 zijn eindexamen aan de Pruisische hoofdcadetteninstituut in Berlin-Lichterfelde af.

### Eerste Wereldoorlog
Op 10 november 1918, tijdens de nadagen van de Eerste Wereldoorlog, werd hij als Fahnenjunker in het Grenadier-Regiment „Prinz Carl von Preußen“ (2. Brandenburgisches) Nr. 12 van het Pruisische leger geplaatst.

### Interbellum
Westphal werd na de oorlog in de voorlopige Reichswehr opgenomen, en op 1 december 1922 overgeplaatst naar het 3e Eskadron van het 1. (Preußisches) Reiter-Regiment en tegelijk bevorderd tot Leutnant. In 1932 werd Westphal, inmiddels Oberleutnant, naar de Kriegsakademie (Militaire Academie) gestuurd. Op 2 september 1933 ging Westphal met zijn pas getrouwde vrouw Judith von Séwaldt op huwelijksreis. Uit dit huwelijk werden twee kinderen geboren. Op 1 oktober 1933 werd Westphal naar de Generalstabsoffiziers-Lehrgang gestuurd. Op 1 augustus 1935 werd Westphal naar het Reichskriegsministerium (Rijksministerie van Oorlog) overgeplaatst, en in de 1e Operationsabteilung van de Generale Staf van het Heer te werk gesteld. Op 1 februari 1937 werd hij bevorderd tot Hauptmann i.G.. Op 26 augustus 1939 tot 1e Generale Stafofficier (la) in het 58e Infanteriedivisie benoemd.

### Tweede Wereldoorlog
Vanaf 5 maart 1940 werd hij tot 1e Generale Stafofficier (la) in het 27e Legerkorps benoemd. In deze functie werd hij op 19 december 1941 met het Duits Kruis in goud onderscheiden. Op 1 juni 1942 raakte Westphal zwaargewond bij Got el Ualeb in Libië. Nadat hij op 1 augustus 1942 tot Oberst i.G. bevorderd was, werd hij op 6 oktober van hetzelfde jaar tot stafchef van het Deutsch-Italienische Panzerarmee in Afrika benoemd. Na drie keer door Rommel voorgedragen te zijn voor het Ritterkreuz des Eisernen Kreuzes (Ridderkruis van het IJzeren Kruis), werd hij op 29 november 1942 met het Ridderkruis van het IJzeren Kruis onderscheiden. Hij werd benoemd tot chef van de Führungsabteilung bij de Oberbefehlshaber Süd (Opperbevelhebber Zuid). Op 15 maart 1943 volgde zijn bevordering tot Generalmajor. Westphal werd op 21 november 1943 tot stafchef bij de Oberbefehlshaber Südwest (Opperbevelhebber Zuidwest) benoemd. In mei 1944 werd hij met een bloedvergiftiging in een Italiaans ziekenhuis opgenomen en geopereerd. Op 1 september 1944 werd hij tot stafchef bij de Oberbefehlshaber West (Opperbevelhebber West) benoemd. Hij werd op 1 februari 1945 bevorderd tot General der Kavallerie. Door het geallieerd opperbevel werd hij tussen 6 mei 1945 en 6 juli 1945 benoemd voor de demobilisatie in Beieren en Oostenrijk. Daarna ging hij in krijgsgevangenschap.

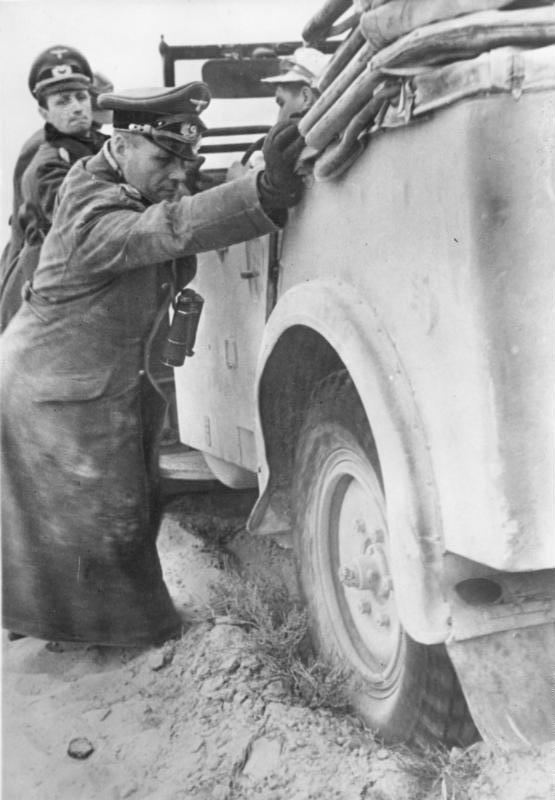
Westphal achter Rommel in Noord-Afrika, 1941.

Uw terugkeer, Westphal, is mij twee divisies waard.— Generalfeldmarschall Erwin Rommel was niet bekend om zijn uitbundigheid, verwelkomde Westphal met de woorden; geciteerd in: Geoffrey P. Megargee: Chief of Staff, Vol. 2: The Principal Officers Behind History's Great Commanders, World War II to Korea and Vietnam.
Ik had geen betere stafchef kunnen wensen— Generalfeldmarschall Albert Kesselring over Westphal; geciteerd in: Franz Kurowski: General der Kavallerie Siegfried Westphal; Generalsstabschef dreier Feldmarschälle Rommel, Kesselring und von Rundstedt, p.99.
Een van de beste paarden in de stal— Onbekende commandant over Westphal; geciteerd in: Geoffrey P. Megargee: Chief of Staff, Vol. 2: The Principal Officers Behind History's Great Commanders, World War II to Korea and Vietnam.
Drie armen hiervan behoren tot westphal— Andere onbekende commandant over Westphal; geciteerd in: Geoffrey P. Megargee: Chief of Staff, Vol. 2: The Principal Officers Behind History's Great Commanders, World War II to Korea and Vietnam.

## Na de oorlog

### Bedrijfsleven
Na de oorlog werkte Westphal als hoofd van een afdeling persvoorlichting van Ruhrstahl AG. Na het fuseren in 1963 met het Rheinstahl-concern, werkte hij als directeur van het Rheinischen Stahlwerke en Rheinstahl-Verbindungsstelle in Bonn. In 1972 ging hij met pensioen.

### Sociale leven
Hij was onder andere voorzitter van het Verbond van voormalige leden van het Afrikakorps en het Rommel-sociaalwerken. Westphal was ook vicepresident van de Duitse sectie van de Europese veteranenverenigingen en president van de Duitse kring van soldatenverenigingen. Hij sprak in 1962 op de uitvaart van Generaloberst Hans-Jürgen von Arnim.
In 1973 was Westphal in de Britse documentaireserie The World at War (Die Welt im Krieg) als ooggetuige te zien.
Begin september 1961 kwam Westphals zoon als Oberleutnant der Panzer-Aufklärer in de Bundeswehr bij een ongeval om het leven.
Op 2 juli 1982 overleed General der Kavallerie a. D. Siegfried Westphal in Celle.

## Militaire carrière
- General der Kavallerie: 28 februari 1945 (RDA van 30 januari 1945[9]); andere bronnen vermelden: 1 februari 1945[1][3][4] - 1 januari 1945[2]
- Generalleutnant: 1 april 1944[1][3][4][5][9]
- Generalmajor: 10 maart 1943 (zonder RDA 1 augustus 1943 RDA ontvangen)[1][3]; ander bron vermeld: 15 maart 1943[2]
- Oberst i.G.: 1 augustus 1942[1][3][4]
- Oberstleutnant i.G.: 1 februari 1941 - 30 januari 1941[1][3][4]
- Major i.G.: 1 december 1938[10]
- Rittmeister: 10 november 1938 hernoemd naar Rittmeister
- Hauptmann i.G.: 1 februari 1937 hernoemd naar Hauptmann[11]
- Rittmeister: 1 mei 1934[1][4][7]
- Oberleutnant: 1 november 1927[1][3][4][7]
- Leutnant: 1 december 1922[1][3][4][7]
- Oberfänhrich: 1 november 1922[4]
- Fänhrich: 1 januari 1919[4]
- Fahnenjunker: 10 november 1918[1][3][4]

## Onderscheidingen
- Ridderkruis van het IJzeren Kruis op 29 november 1942 als Oberst in de Generale Staf en Chef (Ia) in het deutsch-italienischen Panzer-Armee in Noord-Afrika[1][3][4][5][9][12][13]
- Duits Kruis in goud op 19 december 1941 als Oberstleutnant in de Generale Staf en chef van de Generale Staf van de Panzer-Gruppe „Afrika“
(opmerking:  de eerste stafofficier in de Wehrmacht, die met deze onderscheiding onderscheiden werd.)[1][3][9][12][13]
- IJzeren Kruis 1939, 1e Klasse (28 mei 1940)[3][12] en 2e Klasse (10[3]/11 mei 1940)[12]
- Italiaans-Duitse Herinneringsmedaille aan Afrika in 1943[3]
- Panzerkampfabzeichen[12] in zilver op 9 februari 1942[3], andere bronnen: 15 december 1942
- Gewondeninsigne 1939[12] in zwart in 1942[3]
- Mouwband Afrika[12] in 1943[3]
- Erekruis voor Frontstrijders in de Wereldoorlog
- Medaille voor Militaire Dapperheid op 15 december 1941
- Dienstonderscheiding van Leger (25 dienstjaren)
- Commandeur in het Legioen van Eer op 17 juni 1971[14]
- Orde van Verdienste van de Bondsrepubliek Duitsland
  - Grootkruis van Verdienste met Ster op 19 augustus 1971[14]

## Publicaties
- (de)  Heer in Fesseln (1950)
- (de)  Schicksal Nordafrika (1954)
- (de)  Erinnerungen (1975) ISBN 978-377580-886-6
- (de)  Der deutsche Generalstab auf der Anklagebank - Nürnberg 1945 bis 1978 (1978) ISBN 978-377580-946-7
- (de)  Persönliche Unterlagen